# Smashing Drive
Smashing Drive es un videojuego de carreras desarrollado y publicado por Gaelco y distribuido por Namco. El juego se lanzó en salas recreativas en 2000 y fue portado a GameCube y Xbox en 2002 por Point of View y para Game Boy Advance en 2004 por DSI Games y Namco.

## Jugabilidad
El jugador compite contra el tiempo y otro taxista psicótico que lleva pasajeros a través de la ciudad de Nueva York para ganar dinero. El juego se divide en cuatro dificultades, cada una de las cuales contiene tres niveles diferentes (a excepción de "Dusk and Wired", que solo contiene uno). Si el jugador logra vencer al taxi rival en los tres niveles de dificultad, pasa a una etapa de bonificación en la que la única ruta disponible son todas las Rutas arriesgadas. Al final de una etapa, la puntuación del jugador se basa en la cantidad de tiempo que tardó en llegar al destino, el estado de la cabina, el rival derrotado, la cantidad de potenciadores Turbo obtenidos y la cantidad de rutas arriesgadas atravesadas. A diferencia de muchos juegos de carreras, la bocina en realidad tiene un uso funcional al hacer que (la mayoría) de los vehículos móviles se muevan a un lado. Si el jugador se queda sin tiempo antes de completar la etapa, se encuentra con una pantalla de continuación. Luego, se le dará al jugador una cuenta regresiva de 10 segundos si desea volver a intentarlo. Después de que expire, el juego ha terminado. Sin embargo, en el modo Head-to-Head de la versión de consola, no hay función de continuación. Después de que se acabe el tiempo, el juego termina automáticamente.

## Recepción
Las críticas de "Smashing Drive" fueron generalmente negativas para las versiones de Xbox y GameCube y mixtas para la versión de Game Boy Advance.
Jon Thompson de AllGame calificó la versión arcade con tres estrellas de cinco y escribió: "Las imágenes de Smashing Drive son ciertamente decentes, aunque no pueden calificarse como de primera categoría en esta época". Thompson también escribió: "No es el juego de carreras más increíble jamás creado, pero tiene suficientes ideas interesantes y una ejecución lo suficientemente sólida como para convertirlo en algo diferente en el mundo de las salas de juegos. Es difícil, atractivo y, en general, divertido".
Scott Alan Marriott de AllGame calificó la versión de GameCube con dos estrellas de cinco y escribió: "La historia de Namco de ofrecer puertos arcade repletos de funciones para consolas domésticas se detiene con Smashing Drive [...]. Smashing Drive probablemente no fue una tarea fácil". juego a puerto debido a tantas cosas que suceden en la pantalla, y para su crédito, el juego nunca se atasca. Desafortunadamente, la maldita cosa tampoco se acelera, por lo que cada carrera se siente como si tuviera lugar bajo el agua. Los gráficos son coloridos pero simples, careciendo de las texturas detalladas que se esperan de un título de GameCube. [...] Tener éxito en Smashing Drive es una simple cuestión de memorizar los cursos, saber dónde se encuentra cada turbo y aprender los mejores atajos. Una vez hecho esto, hay muy poco valor de repetición."
Fran Mirabella III de IGN le dio a la versión de GameCube una calificación de 3.4 y escribió: "El único beneficio adicional [de la versión arcade] es el modo multijugador, y eso también se agota rápidamente. Smashing Drive es un concepto limpio, pero falla miserablemente en la ejecución. Es demasiado lineal para ofrecer una jugabilidad convincente. No hay mejoras permanentes para su cabina, no hay autos para desbloquear y solo un destino adicional final para sorprenderlo". Mairabella llamó a la banda sonora: "Definitivamente una de las bandas sonoras más horribles jamás creadas. La colección de unas cuatro o cinco canciones es francamente nauseabunda. [...] Nos preguntamos si a alguien realmente le podría gustar esta música. Incluso el compositor, nos atrevemos a llamarlos así, tendría que estar un poco loco para pensar que creó algo que cualquiera querría escuchar". Mirabella también criticó los gráficos obsoletos del juego y concluyó que "después de aproximadamente media hora casi había terminado el juego y encontré la mayoría de los accesos directos. Es un puerto de juegos de arcade. No es un título que siento que esté hecho para el mercado de consolas domésticas".
Aaron Boulding de IGN le dio a la versión de Xbox una calificación de 3.3 sobre 10 y la criticó por no aprovechar la capacidad gráfica de la consola. Boulding también criticó la animación del juego y escribió: "Cuando ves a los peatones corriendo para apartarse del camino, parecen pequeñas figuras de acción planas que se mueven como patos hacia un lugar seguro". Boulding también dijo que el juego incluía la "peor banda sonora de la historia", calificándola de "basura pura sintetizada y lavada con ácido". Boulding también escribió: "Los choques y otros efectos de sonido no son muy efectivos y el intento de sonido envolvente es ridículo". Fue subcampeón del premio anual "Peor juego del año en Xbox" de GameSpot, perdiendo ante Gravity Games Bike: Street Vert Dirt.
Gerald Villoria de GameSpot calificó las versiones de GameCube y Xbox con una calificación de 3.5 sobre 10. Villoria criticó los gráficos y los efectos de sonido genéricos de la versión de GameCube, y escribió que "el peor culpable es la música del juego, que es tan decepcionante como la corta vida útil del juego. Hay tres canciones grunge de garage rock en total, y las tres son de valor de producción absolutamente abismal. Una sola canción se repite cada 30 segundos más o menos para cada nivel; escuchar la misma horrible canción una y otra vez durante 20 minutos prácticamente será suficiente para volverte loco". Villoria también dijo que "pocos jugadores obtendrán más de un par de horas de diversión con la versión casera". Villoria dijo que la versión de Xbox "esencialmente comparte todas las fallas que se muestran en el port de GameCube". Fue subcampeón del premio "Peor juego en GameCube" de GameSpot de 2002, que fue para Jeremy McGrath Supercross World.
Frank Provo de GameSpot calificó la versión de Game Boy Advance como 6.1 y dijo que "por una variedad de razones, no parece un juego tan malo" en comparación con las versiones de GameCube y Xbox, a pesar de duplicar el mismo "aspecto y sensación". ". Provo dijo: "Nada sobre la música o los efectos de sonido es particularmente digno de mención [...]. Y aunque las letras vocales dentro de los clips musicales del juego son únicas, no son exactamente picantes o memorables". Provo concluyó que "no es un gran juego de carreras, y ciertamente no consumirá semanas de tu tiempo, pero está bien por lo que es: un corredor simple y gráficamente impresionante que se puede jugar en ráfagas cortas". Provo también señaló en su reseña: "Como juego de arcade, Smashing Drive fue una especie de hazmerreír. Aparte del hecho de que era una imitación restrictiva de Crazy Taxi de Sega, aunque con armas, los antiguos gráficos de polígonos parecían renderizados en cualquier consola de videojuegos doméstica que fuera popular en 1996, lo que no era tan halagador para un juego de arcade que se produjo en 2000".